# Kavoshgar
Kavoshgar est une fusée-sonde iranienne, basée sur le missile balistique à moyenne portée Shahab-3 qui a été utilisée par l'Iran au moins à quatre reprises au cours de la décennie 2010 pour réaliser des expériences biologiques en apesanteur. Elle a été utilisée à quatre reprises entre 2011 et 2013 pour tester la capsule biologique Pishgam. Le dernier vol a emporté un singe rhésus jusqu'à une altitude de 120 kilomètres qui a été récupéré vivant. 

## Utilisation
Pour répondre aux objectifs annoncés par les responsables iraniens de lancer un homme dans l'espace au cours de la décennie 2021, l'Institut de recherche spatiale iranien développe  à partir de 2002 une capsule biologique, baptisée Pishgam, comportant un système de support de vie (renouvellement de l'atmosphère, maintien de la température, de la pression et de l'humidité), des capteurs permettant de surveiller l'état de santé de son occupant, des dispositifs d'amortissement de l'accélération, et un système de récupération (parachutes). La capsule d'une masse de 60 kg est conçue pour pouvoir emporter un singe d'une masse comprise entre 2,5 et 4 kilogrammes. Cette capsule est testée à quatre reprises entre 2011 et 2013 dont les deux dernières fois avec à son bord un singe. Le premier vol avec un occupant, qui a lieu en septembre 2011, est un échec. Le vol suivant qui a lieu en janvier 2013 emporte un singe rhésus âgé de 3 ans. Celui-ci est récupéré vivant après un vol suborbital qui cumule à une altitude de 120 kilomètres.

## Historique des vols
Tous les tirs ont eu lieu depuis la base de lancement de Semnan.
| Numéro | Version de la fusée | Date de lancement | Altitude atteinte | Objectif                                           | Résultat                                      |
| ------ | ------------------- | ----------------- | ----------------- | -------------------------------------------------- | --------------------------------------------- |
| 1      | Type B              | février 2010      | 55 km             | Lancement et récupération d'une capsule biologique |                                               |
| 2      | Type C              | mars 2011         | 135 km            | Lancement et récupération d'une capsule biologique | Récupération réussie                          |
| 3      | Type C              | septembre 2011    | 120 km            | Lancement d'un singe dans l'espace                 | Échec                                         |
| 4      | Type C              | janvier 2013      | 120 km            | Lancement d'un singe dans l'espace                 | Premier singe lancé dans l'espace et récupéré |